# مقريش (بني حشيش)

تعديل مصدري - تعديل

مقريش هي إحدى قرى عزلة رجام بمديرية بني حشيش التابعة لمحافظة صنعاء، بلغ تعداد سكانها 712 نسمة حسب تعداد اليمن لعام 2004.